# رايموند أ. هاريس
رايموند أ. هاريس (بالإنجليزية: Raymond A. Harris)‏ هو عسكري أمريكي، ولد في 3 فبراير 1927.